# Die Gräfin von Navarra
Die Gräfin von Navarra ist ein deutsches Stummfilmdrama aus dem Jahre 1917 von Friedrich Zelnik mit Maria Fein und Erich Kaiser-Titz in den Hauptrollen. 

## Handlung
Melitta Gräfin von Navarra hat unter den ständigen Eifersuchtsanfällen ihres Mannes zu leiden, sodass sie ihn eines Tages umbringt. Für diese Bluttat muss sie sich nun vor Gericht verantworten. Sie holt sich den jungen Rechtsanwalt Dr. Richard Valentin an ihre Seite, der von ihrer Unschuld überzeugt ist und einen Freispruch erwirkt. Bald darauf heiraten die beiden. 
Jahre vergehen, und Ehemann Richard belauscht zufällig ein Gespräch zwischen seiner Gattin und ihrer Mutter, dem er entnehmen kann, dass seine Schwiegermutter einst einen Entlastungszeugen „gekauft“ habe. Dieser Mann will nun zusätzliches Schweigegeld erpressen. Es kommt zu einer ernsten Aussprache zwischen den beiden Eheleuten, bei der Melitta ihre Mordschuld eingesteht. Zutiefst geschockt von diesem Geständnis beschließen Melitta und Richard, ihrem Leben ein Ende zu bereiten.

## Produktionsnotizen
Die Gräfin von Navarra entstand Mitte 1917 und wurde vermutlich im August desselben Jahres in Berlin uraufgeführt. Der mit Jugendverbot belegte Film besaß vier Akte, verteilt (in der österreichischen Fassung vom 21. Dezember 1917) auf eine Länge von etwa 1400 Metern.

## Kritik
Paimann’s Filmlisten resümierte: „Stoff recht gut. Spiel, Photos und Szenerie sehr gut.“